# Ciclone Guambe
O ciclone tropical Guambe foi o terceiro numa série de ciclones tropicais consecutivos a impactar o país de Moçambique desde dezembro de 2020, após o ciclone Eloise. A décima primeira depressão tropical, a oitava tempestade nomeada e o quarto ciclone tropical da temporada de ciclones no Índico Sudoeste de 2020-2021, Guambe originou-se de uma perturbação tropical no Canal de Moçambique em 10 de fevereiro. Dois dias depois, o sistema evoluiu para uma depressão subtropical que atingiu Moçambique. A tempestade continuou a fazer uma volta no sentido dos ponteiros do relógio sobre o país durante os próximos dias, enquanto despejava grandes quantidades de chuva na região, antes de reemergir no Canal de Moçambique em 16 de fevereiro. Logo depois, o sistema fortaleceu-se em uma tempestade tropical moderada e foi batizada de Guambe. Alguns dias depois, Guambe começou a passar por uma rápida intensificação, alcançando o status de ciclone tropical em 19 de fevereiro e atingindo o pico como um ciclone tropical equivalente à Categoria 2 logo depois. Posteriormente, Guambe passou por um ciclo de substituição da parede do olho e enfraqueceu novamente em uma forte tempestade tropical em 20 de fevereiro. Posteriormente, Guambe fez a transição para uma tempestade extratropical em 22 de fevereiro. No dia seguinte, Guambe foi absorvido por outro ciclone extratropical.
Depois de atingir Moçambique em 12 de fevereiro como uma baixa subtropical, o distúrbio precursor de Guambe causou inundações generalizadas em Moçambique, que destruiu casas e plantações, e também deslocou milhares de pessoas semanas depois que o ciclone Eloise atingiu a costa perto do mesmo local.

## História meteorológica
No dia 10 de fevereiro, desenvolveu-se uma perturbação no Canal de Moçambique entre Moçambique e Madagáscar. Durante os próximos dias, o sistema moveu-se lentamente para oeste, aproximando-se da costa de Moçambique enquanto se organizava gradualmente. Em 12 de fevereiro, a Météo-France La Réunion observou que o sistema tinha atingido o status de depressão subtropical e atingiu a costa perto de Inhambane, em Moçambique; a depressão subtropical também se movia lentamente para o interior, sem ter desenvolvido qualquer atividade convectiva sustentada significativa perto do centro. No dia seguinte, o sistema foi designado como uma depressão tropical sobre terra, enquanto trazia fortes chuvas localmente para partes do sul de Moçambique. Pelos próximos dias, o sistema fez um loop lento no sentido horário sobre Moçambique, enquanto se organizava lentamente. Em 15 de fevereiro, o sistema sinuoso voltou para o leste e esperava-se que ressurgisse no Canal de Moçambique. Às 06:00 UTC do dia 16 de fevereiro, o sistema reemergiu em águas abertas quentes e foi designado como Perturbação Tropical 11. A tempestade retomou a sua tendência de organização logo depois, e às 18:00 UTC daquele dia, o MRF atualizou o sistema para uma depressão tropical. Em 17 de fevereiro, a depressão mudou para o sul e intensificou-se na tempestade tropical moderada Guambe às 12:00 UTC daquele dia, com a seção norte da tempestade sendo envolvida por uma profunda convecção. Naquela época, Guambe tinha um centro secundário de circulação de baixo nível no norte da África do Sul, o que desacelerou o movimento da tempestade para o sul. Enquanto isso, Guambe continuou a sua tendência de fortalecimento, atingindo o status de tempestade tropical severa às 12:00 UTC de 18 de fevereiro.
A tempestade continuou a se intensificar no dia seguinte, à medida que a atividade da tempestade ficou mais concentrada em torno do centro da sua circulação; entretanto, a falta de divergência de nível superior inicialmente limitou qualquer intensificação significativa. Apesar disso, Guambe acabou se fortalecendo em uma forte tempestade tropical às 18:00 UTC de 18 de fevereiro. Ao longo das horas seguintes, Guambe começou a sofrer uma rápida intensificação, com uma configuração de nublado central densa (CDO) bem definida em desenvolvimento, à medida que o ciclone continuou a se tornar mais organizado. Guambe rapidamente alcançou o status de ciclone tropical às 06:00 UTC de 19 de fevereiro, com o aparecimento de um olho muito pequeno nas imagens de satélite infravermelho e uma estrutura central bem definida, mesmo quando a tempestade se voltou para sudoeste. Logo depois, Guambe atingiu a máxima intensidade, com ventos sustentados por 10 minutos de 155 km/h (96 mph), e uma pressão central mínima de 953 mbar (28.1 inHg). Na mesma época, o JTWC estimou que Guambe havia se fortalecido em um ciclone tropical equivalente à Categoria 2 na escala Saffir-Simpson (SSHWS), com ventos sustentados de 1 minuto a 155 km/h (96 mph), com a velocidade do vento sustentado de 1 minuto da tempestade aumentando em 65 km/h (40 mph) durante um período de 24 horas. O deslocamento de Guambe diminuiu enquanto mantinha a sua intensidade, com o olho da tempestade desaparecendo e reaparecendo em imagens de satélite e rajadas convectivas esporádicas. No entanto, Guambe logo começou a enfraquecer, com as bandas alimentadoras da tempestade se desfazendo e os topos das nuvens se aquecendo, embora a tempestade tenha conseguido manter uma estrutura simétrica com um olho de ciclone. Apesar das previsões de fortalecimento adicional, Guambe rapidamente enfraqueceu de volta ao status de tempestade tropical severa em 20 de fevereiro, devido a um ciclo de substituição da parede do olho, enquanto a tempestade começou a acelerar em direção ao sudeste. Guambe decaiu ainda mais à medida que suas bandas de chuva se desfizeram e o topo das nuvens esquentou, causado pelo forte cisalhamento do vento e baixas temperaturas da superfície do mar. Mais tarde, em 21 de fevereiro, Guambe começou a passar por uma transição extratropical, antes de completar a transição às 06:00 UTC do dia seguinte, mesmo quando a tempestade começou a interagir com a corrente de jato sul. Posteriormente, o MRF emitiu seu último aviso sobre a tempestade. Em 23 de fevereiro, Guambe foi absorvido por outro ciclone extratropical maior.

## Preparações e impacto
Depois que a perturbação precursora de Guambe chegou à costa em Moçambique em 12 de fevereiro, a tempestade continuou a produzir chuvas prolíficas em toda a região nos próximos dias, levando a inundações generalizadas e deslocando mais de 27.000 pessoas. A tempestade destruiu duas pontes no rio Umbeluzi, inundou centenas de casas e também destruiu várias plantações. Em 15 de fevereiro, uma prisão no sul de Moçambique transferiu 150 prisioneiros para outra prisão afastado a cerca de 80 km (50 mi) devido ao risco de inundação da tempestade. A tempestade atingiu menos de um mês depois que o ciclone Eloise atingiu a costa perto do mesmo lugar, agravando a crise em curso na região. A tempestade também causou inundações em partes do nordeste da África do Sul nessa época. Depois que Guambe reemergiu no Canal de Moçambique em 16 de fevereiro e começou a se fortalecer, as autoridades locais em Moçambique anteciparam a ameaça de enchentes adicionais da tempestade na porção sul do país, especialmente na região entre Beira e Inhambane. A misteriosa morte de 111 golfinhos Spinner ao largo do Parque Nacional do Arquipélago de Bazaruto foi atribuída ao ciclone Guambe. No entanto, não houve danos relatados à propriedade humana de outra forma, à medida que Guambe acelerou para sudeste.